# ۱۱۳۰ (خورشیدی)
۱۱۳۰ هزار و صد و سیمین سال هجری خورشیدی است.